# Марафонська битва
Марафо́нська битва або Марато́нська битва — одна з найбільших сухопутних битв греко-перських війн, що відбулася 12 вересня 490 до н. е. недалеко від грецького міста Марафон приблизно 42 км від Афін.
У битві при Марафоні перська армія зазнала нищівної поразки. Під керівництвом Мільтіада союзним військом афінян і платейців було знищено більшу частину армії противника. Для еллінів бій став першою перемогою над військом імперії Ахеменідів. Для персів поразка їхньої армії не мала великих наслідків: їх держава перебувала на піку могутності і мала величезні ресурси. Після цієї невдалої експедиції Дарій став збирати величезне військо для підкорення всієї Греції. Його планам завадило повстання Єгипті в 486 року до н. е. Після смерті Дарія його трон зайняв Ксеркс. Придушивши єгипетське повстання, Ксеркс продовжив підготовку до завоювання Греції.

## Джерела

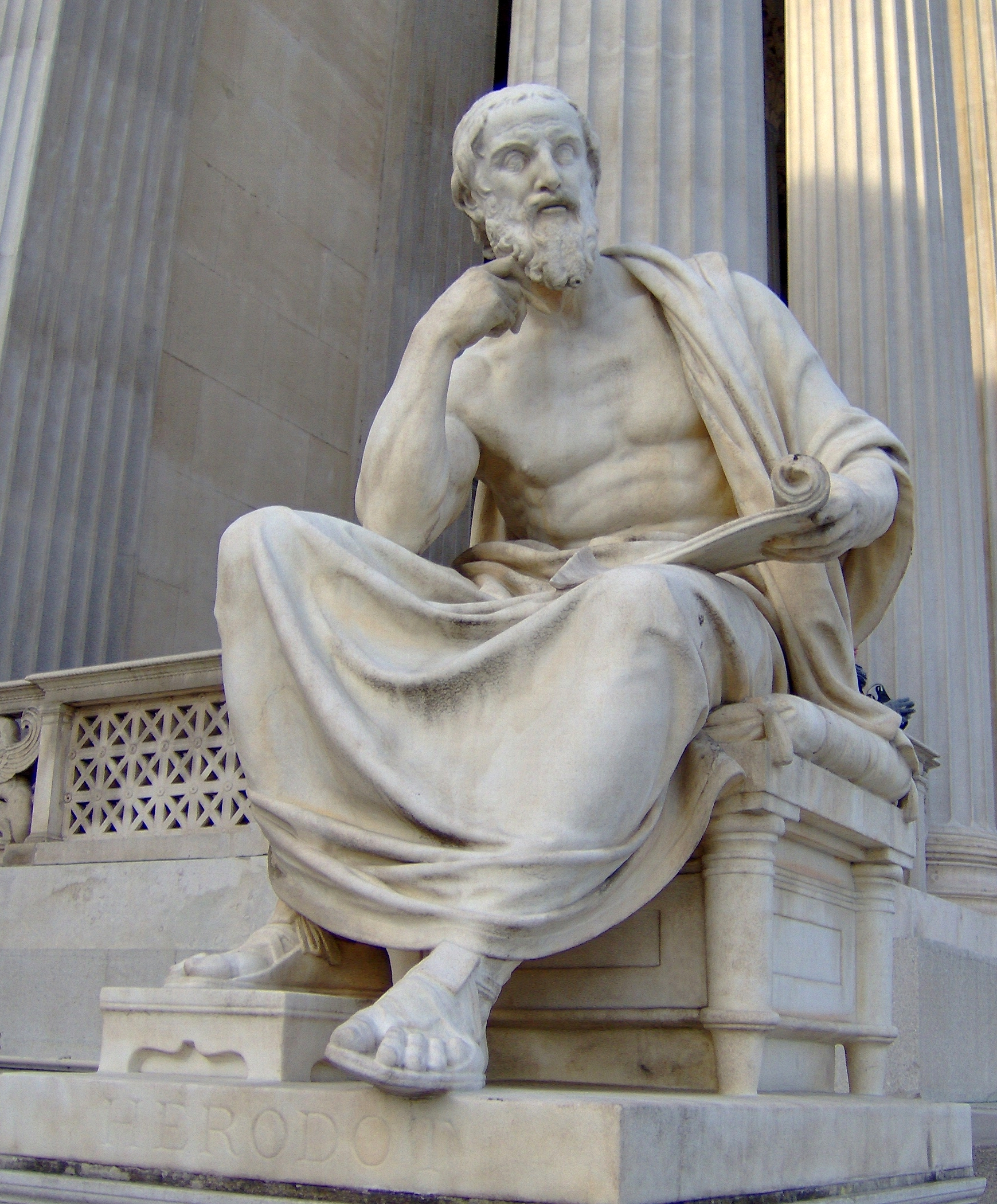
Сучасна статуя Геродота у Віденського парламенту

## Передісторія
У 500 до н. е. мешканці малоазійського грецького (іонійського) міста Мілета (яке було у той час підкорене персами) підняли повстання проти перського панування. Афіняни, які підбурювали мілетян до цього, спочатку надали їм допомогу своїм флотом, але у критичний момент покинули повсталих на самих себе. Повстання було придушене. Згодом цар Дарій I вирішив покарати афінян за допомогу Мілету. Морський похід, який призвів до Марафонської битви, був запланований як каральна акція проти Афін, а також міста Еретрія на острові Евбея, яке теж допомагало повстанцям. Попередня спроба покарати греків (493 р. до н. е.) завершилася невдачею через бурю, яка розкидала кораблі, що перевозили перське військо, та розтрощила їх об скелі.

## Співвідношення сил

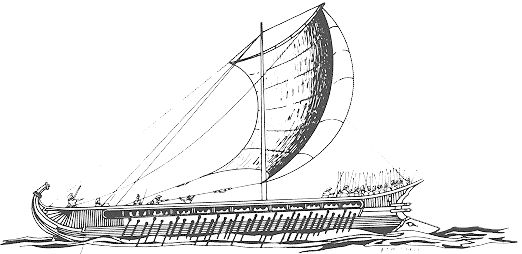
Трієра

Точну кількість військ, що брали участь у Марафонській битві, джерела не називають. Геродот повідомляє, що перське військо відплило з Кілікії (область на півдні Малої Азії) на 600 трієрах, і ще була якась кількість вантажних кораблів для перевезення, зокрема, коней. Звідси пізніші історики вираховують мінімальну кількість власне війська у 20 тисяч солдатів, і максимальну кількість усіх учасників походу (разом зі службами) у 100 тисяч. Кількість кінноти була невеликою, і в бою кіннота участі не брала, бо на час початку бою коні перебували на кораблях. Афінське військо, як вважають дослідники, нараховувало близько 10 тисяч гоплітів, і ще 1000 гоплітів прислало союзне Афінам місто Платеї. Афіни розраховували на допомогу Спарти, i звідти дійсно вирушили до Марафону 2000 гоплітів. Проте через релігійну заборону виступати у похід під час місцевого свята, цей загін спізнився (чекали повного місяця) і не взяв участі у бою.

## Озброєння

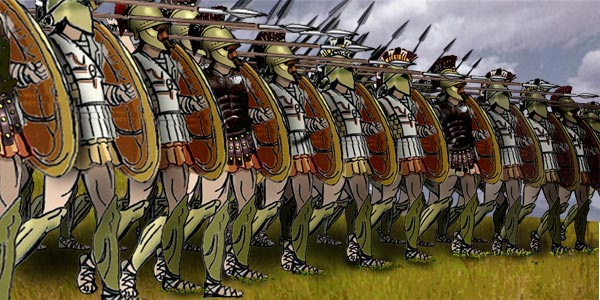
Фаланга

Перські піхотинці за озброєнням поділялися на списоносців (причому довгих списів вони не мали), лучників, пращників та метальників дротиків. Кожний мав при поясі короткий меч, чи кинджал (так званий, акінак). Металевих обладунків перські вояки не носили зовсім, або носили нашиті на рукави металеві бляхи, що формою та розташуванням нагадували рибну луску. Для захисту використовували невеликі круглі щити, плетені з лози та обтягнуті шкірою.
Грецьке військо у Марафонській битві складалося майже виключно із важкоозброєних піхотинців — гоплітів. Ані лучників, ні кінноти при них не було. Гопліт носив металеві (мідні) лати і шолом та мав великий овальної форми дерев'яний щит-гоплон. Його зброя складалася з довгого важкого списа та меча. До бою гопліти шикувалися у фалангу. Щільний стрій латників з довгими списами був майже нездоланним для легкої піхоти.

## Комплектуваннявійська
Війська грецьких полісів складалися з їхніх громадян. Усі дорослі афіняни, які мали громадянські права, були зобов'язані нести військову службу. Зброєю та обладунками кожний громадянин забезпечував себе сам власним коштом, і зберігав їх у себе вдома. Часто зброя й обладунки передавалися у спадщину від батька до сина, як велика цінність. Замолоду афінянин проходив військову підготовку — дворічна ефебія, і надалі час від часу брав участь у військових тренуваннях, бо бій у фаланзі вимагав великої злагодженості дій і особистої вправності. До походів залучалися також раби, які мусили переносити чи перевозити важку зброю й обладунки гоплітів. Про кількість такої обслуги джерела зазвичай  не сповіщають.
Імперія Ахеменідів мала регулярну армію, але для великих походів широко практикувалася примусова мобілізація мирного населення як у власне Персії, так і в підкорених країнах. Такі вояки були погано озброєні і погано навчені. Ядро перського війська та особисту охорону командувача складали сакські найманці, які були професійними вояками. Власного флоту Персія не мала, тому цар зобов'язав усі приморські міста підкорених країн прислати для перевезення війська свої кораблі з екіпажами. Найкращими мореплавцями на Середземному морі вважалися фінікійці.

## Опис подій

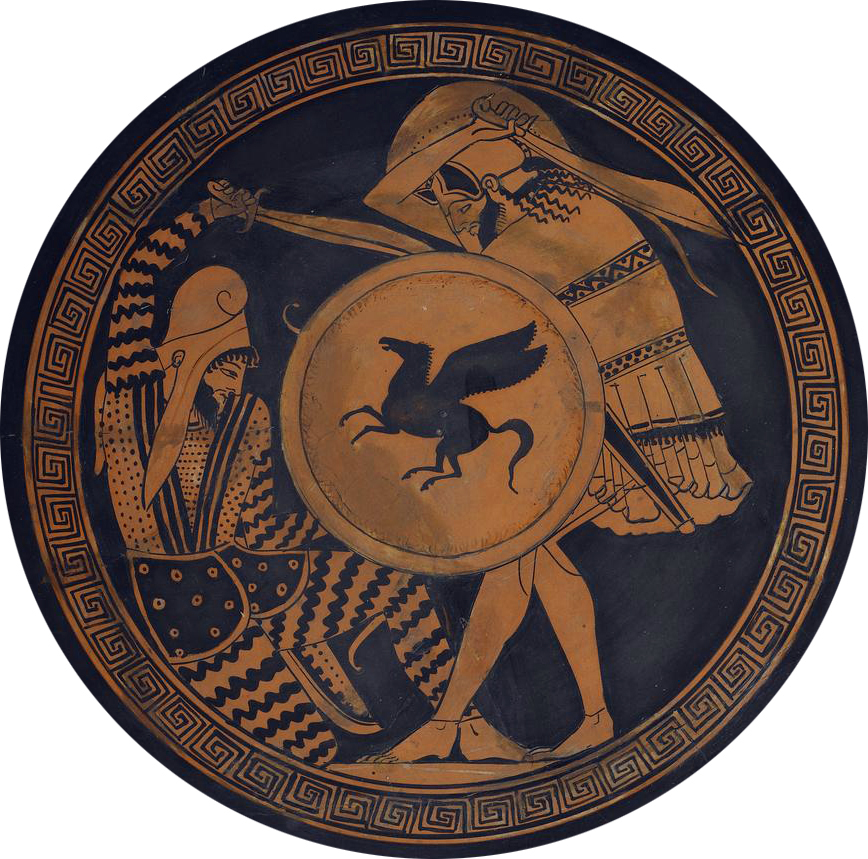
Грецький гопліт у двобої з перським воїном, 5 ст. до н. е., Національний археологічний музей.

Командувачами персів у цьому поході були Датіс та Артаферн. Керував походом колишній афінський тиран Гіппій, він жадав помститися афінянам і повернути собі владу. Перський флот рухався від острова до острова, руйнуючи міста і забираючи в рабство мешканців. Останнім на їх шляху до Аттики був острів Евбея, на якому перси після кількаденної облоги захопили та геть знищили місто Еретрію. З Евбеї перський флот переправився до Аттики, де найближчим зручним для висадки місцем була Марафонська бухта, до якої примикала невелика долина.
До тієї самої долини прийшло з Афін грецьке військо та отаборилося на відстані 1—2 км від місця висадки персів. Серед афінських воєначальників були Мільтіад, Аристід та Стесілай. Головне командування належало полемарху Каллімаху.
Перси розташувалися на відкритій Марафонській рівнині, з боку бухти. Афіняни вишикувалися у фалангу в одній із бічних долин, що примикають до Марафонської рівнини, з боку Пентеліка. З боків прикривали їх висоти Арголіди і Котроні. Щоб убезпечити себе з флангів, греки розтягнули фалангу на всю ширину долини, при цьому, не маючи достатньої кількості гоплітів, змушені були вишикувати в центрі менше шеренг, ніж звичайно (повноцінною вважалася фаланга, що складалася з 8—12 шеренг). На флангах кількість шеренг була достатньою. Каллімах командував правим крилом, у центрі знаходився Мільтіад. На краю ліворуч стояли платейці. Центр перської армії складали перси та саки — найкраща частина перського війська.
Бій розпочався з того, що несподівано для персів, фаланга атакувала їх бігом. На обох флангах афіняни та платейці потіснили супротивника та змусили його до втечі, але в центрі перевага була на боці персів і саків, які зуміли навіть прорвати фалангу. Проте переможні афінські фланги, замість переслідування втікачів, перешикувалися проти тих персів, що продовжували бій у центрі, оточили їх та повністю знищили. Після цього греки знову перешикувалися та кинулися до берега, де перські вояки, вже не думаючи чинити опір, сідали на кораблі та відпливали. Грекам вдалося захопити кілька кораблів, що не встигли відплисти, та перебити іще частину перського війська. Бій тривав цілий день.
Афінянам перемога коштувала 192 громадян, в числі яких були полемарх Каллімах і брат трагіка Есхіла Кінегір. Втрати персів Геродот обчислює у 6400 осіб. Перський флот попрямував від Марафонської долини до Афін, навкруги Аттики, огинаючи мис Суніон. Перси сподівалися дістатися туди раніше за піших гоплітів, але афіняни випередили їх. Побачивши з кораблів, що афінське військо вже чекає на них, перські воєначальники не наважилися висадитися на берег. Перський флот залишив Грецію. Також у цій битві брав участь і Фемістокл.

## Наслідки

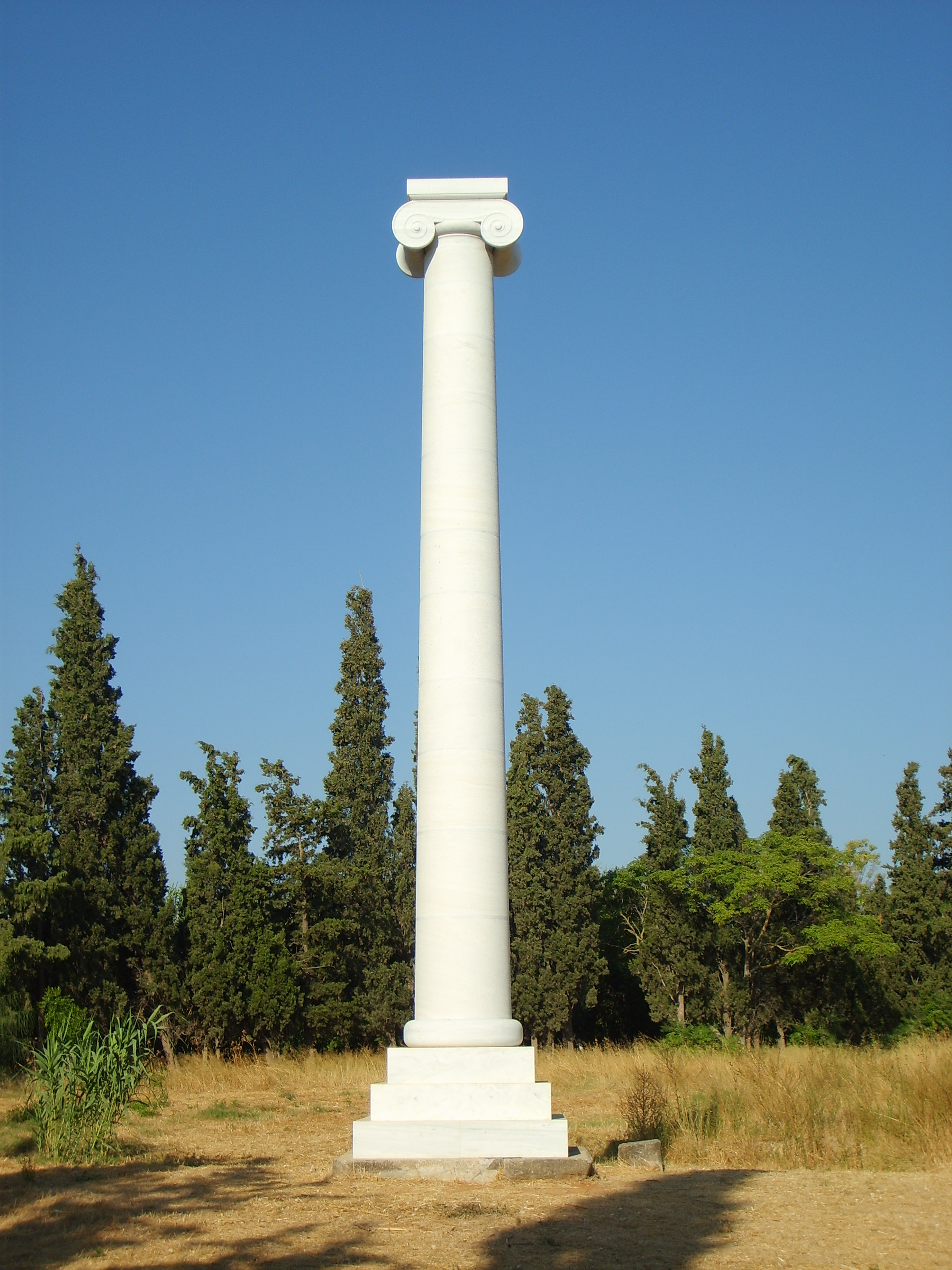
Трофей Марафонської битви

Безпосередніх військових та політичних наслідків Марафонська битва не мала. Перси, незважаючи на втрати, яких вони зазнали у Марафонській долині, та загальну невдачу того походу, не вважали себе переможеними і готувалися до повномасштабної війни проти Греції. Єдиний висновок, який зробило перське командування з тої (незначної, на їхній погляд) події, була необхідність мати кінноту для бою проти фаланги.
У той самий час моральний вплив перемоги під Марафоном на все грецьке суспільство був дуже значним. Вперше були продемонстровані перевага грецької зброї та грецького військового мистецтва над перськими. Елліни упевнились у можливості опору перській агресії, незважаючи на значну чисельну перевагу персів. Ця впевненість зіграла важливу роль у подальших подіях.
У південній частині Марафонської рівнини, за 800 м від моря, і нині піднімається пагорб Соро — братська могила афінян, що загинули у битві. Всі їх імена були накреслені на 10 надгробних плитах, за числом 10 аттичних філ. Недалеко звідти розташовані ще дві менші могили: одна — платейців, інша — рабів, що також брали участь у битві. На північ від великого пагорба знаходиться мармурова руїна Піргос — гробниця Мільтіада, або, так званий, трофей битви.

## Легенда

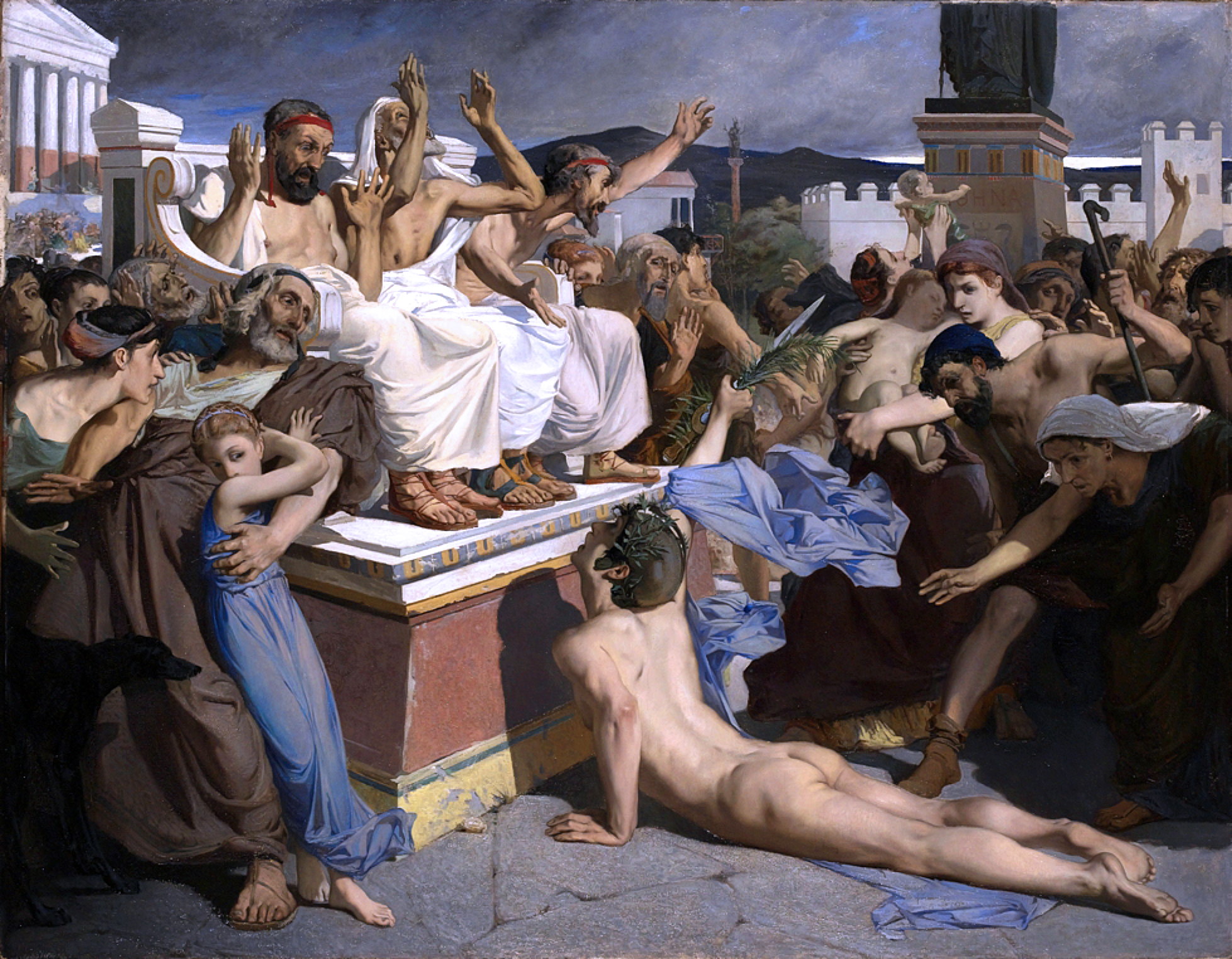
Картина, що зображує Фідіппіда, який приносить звістку про перемогу в Марафонській битві афінянам

Згідно з давньогрецьким переказом, грецький скорохід на ім'я Фідіппід (за іншими джерелами — Філіппід) після завершення битви при Марафоні пробіг від Марафона до Афін 42 кілометри, аби сповістити про перемогу греків над персами. Добігши до Афін, не зупиняючись, він встиг вигукнути: «Радійте, афіняни, ми перемогли!» — і помер.
Ця легенда не підтверджується документальними джерелами. Згідно з Геродотом, Фідіппід був гінцем, посланим з Афін у Спарту за підкріпленням (яке вирушило, але так і не наспіло до бою), і подолав дистанцію 230 км менше ніж за два дні. Легенда про те, що він пробіг з Марафону в Афіни, була вигадана пізнішими авторами і з'явилась у Плутарха в «Етиці», датованій 1 століттям нашої ери.
Міжнародний олімпійський комітет 1896 року оцінив фактичну довжину дистанції від поля битви при Марафоні до Афін в 34,5 км. Вперше в історії сучасного спорту змагання з марафонського бігу тим самим маршрутом від Марафону до Афін відбулись на Перших Олімпійських іграх сучасності 1896 року в Афінах Першим переможцем в олімпійському марафонському забігу був грецький атлет Спіридон Луїс, який показав результат 2 години 58 хвилин 50 секунд. Дистанція Марафон — Афіни покладена в основу щорічного Афінського класичного марафону.

## 2500-річчя

Грецька пам'ятна монета €2, випущена з нагоди річниці Марафонської битви

12 вересня 2010 року в Греції відбулося широке коло заходів із нагоди 2500-ї річниці Марафонської битви. Наймасштабніші з них відбулися в археологічній ділянці в Дельфах, на півдні Центральної Греції. Напередодні ювілею, 2—4 липня, відбулися святкування в рамках щорічного дня Марафону Європейського культурного центру в Дельфах. Крім того, Національний театр Північної Греції міста Салоніки поставив комедію Аристофана «Ахарняни». В урочистому відкритті святкування взяла участь грецька легкоатлетка Марія Полізу — єдина жінка, що повторила легендарний забіг на 520 км від Афін до Спарти та назад за 6 днів.
У жовтні 2010 року як один із заходів святкування 2500-річчя перемоги під Марафоном відновлена статуя Каллімаху і представлена в Новому музеї Акрополя у відділі архаїчного мистецтва.
Загалом у 1700 містах світу відбувся символічний марафонський пробіг та святкові заходи. У столиці Греції Афінах 31 жовтня відбувся 28-й класичний марафон. 22 000 учасників, серед яких професійні спортсмени та просто любителі бігу з усього світу, подолали відстань від міста Марафон до центру Афін. Відкрив забіг прем'єр-міністр Греції Йоргос Папандреу та кілька міністрів його уряду. Урочисте відкриття «золотого» марафону відвідали також глави декількох держав, зокрема президент Франції Ніколя Саркозі і канцлер Німеччини Ангела Меркель.